# Rivoli
Rivoli é uma comuna italiana da região do Piemonte, província de Turim, com cerca de 49.505 habitantes. Estende-se por uma área de 29 km², tendo uma densidade populacional de 1707 hab/km². Faz fronteira com Torino, Pianezza, Caselette, Alpignano, Collegno, Rosta, Grugliasco, Villarbasse, Rivalta di Torino, Orbassano.

## Demografia
| Variação demográfica do município entre 1861 e 2011                               |
|                                                                                   |
| Fonte: Istituto Nazionale di Statistica (ISTAT) - Elaboração gráfica da Wikipedia |